# Riyo Mori
Riyo Mori (森 理世 Mori Riyo?) (n. 24 decembrie 1986, Shizuoka, Japonia) este un fotomodel japonez. Ea a fost aleasă în anul 2007 Mexico City, Miss Universe. Riyo Mori a câștigat în fața candidatei Taliana Vargas din Columbia. Coroana de regină a frumuseții o primește de la Zuleyka Rivera fosta câștigătoare a titlului din anul precedent. Ea este dansatoare pentru trupa de Visual kei Duel Jewel.